# Слободан Бештић
Слободан Бештић (Панчево, 27. март 1964) српски je глумац.
Дипломирао је на Факултету драмских уметности 1987. године у класи професора Предрага Бајчетића. Студирао је са Небојшом Бакочевићем, Драганом Мркић, Горданом Лукић, Ђорђем Давидом, Аријаном Чулином и др. Запослен у Југословенском драмском позоришту од 1987. до 2001. године када прелази у Народно позориште где је и сада у сталном радном односу.

## Педагошки рад
- Предавао је глуму и сценски покрет на ФДУ и БК Академији.
- Асистент проф. Фериду Карајици на предмету покрет од 1991. до 1998. год.
- Професор сценског покрета на БК Академији 1998. и 1999. год.
- Асистент Мирјани Карановић, БК Академија, предмет - глума, од 1995. до 1999. год.
- Асистент проф. Предрага Бајчетића, ФДУ Београд, предмет - глума, 2000. и 2001. год.
- Професор сценског покрета, ФДУ Цетиње 2004. и 2005. год.
- Професор покрета на Уметничкој академији у Осијеку, смер - глумац луткар, 2004. и 2005. год.
- Доцент на предмету Глума на Факултету савремених уметности у Београду од 2017. године[1].

## Награде и признања
- Награда за најбољег младог глумца за улогу Морица у Буђењу пролећа, МЕС, Сарајево 1987. год.
- Специјална награда за најуспешније истраживање позоришног језика, на Малом Стеријином Позорју за улогу Нижинског
- Дебитантска награда на филмском фестивалу у Нишу за улогу у филму Кућа поред пруге З. Драгојевића
- Добитник европске награде за глуму „Гордана Косановић“, за улогу Саломе
- Награда за најбољу мушку улогу - Хамлет, југословенски фестивал у Ужицу 2004. год.
- Награда за најбољу мушку улогу, Хорват, Фестивал класике Вршац 2006. год.

## Улоге
| Год.   | Назив                       | Улога                 |
| ------ | --------------------------- | --------------------- |
| 1980-е |                             |                       |
| 1984.  | Проклета авлија             | младић у белој кошуљи |
| 1987.  | Већ виђено                  | млади Столе           |
| 1987.  | Сазвежђе белог дуда         | Ћоса                  |
| 1988.  | Кућа поред пруге            | Митар                 |
| 1989.  | Свети Георгије убива аждаху | посилни               |
| 1989.  | Метла без дршке             | Владимир              |
| 1990.  | Метла без дршке 2           | Владимир              |
| 1990-е |                             |                       |
| 1990.  | Јастук гроба мог            | Павле Соларић         |
| 1991.  | Метла без дршке 3           | Владимир              |
| 1993.  | Метла без дршке 4           | Владимир              |
| 1994.  | Милена из Прага             | Франц Кафка           |
| 1996.  | Госпођа Колонтај            | Марсел                |
| 2000-е |                             |                       |
| 2001.  | Харолд и Мод                |                       |
| 2002.  | Родослов једног Валцера     |                       |
| 2003.  | Живот је марш               |                       |
| 2009.  | Српски филм                 |                       |
| 2009.  | Мој рођак са села           | Андреас               |
| 2010-е |                             |                       |
| 2012.  | Храбра Мерида               | Лорд Дингвол (глас)   |
| 2017.  | Хоризонти                   | Зоран                 |
| 2020-е |                             |                       |
| 2021.  | Време зла                   | официр Фајфер         |
| 2022.  | Вера                        | Франц Нојхаузен       |
| 2023.  | Вера (ТВ серија)            | Франц Нојхаузен       |
| 2024.  | Нобеловац                   | Марко Ристић          |

### Улоге у позоришту
- Буђење пролећа - Мориц
- Ружење народа у два дела - Обрад
- У потрази за Марселом Прустом - Војвода
- Нижински - Нижински
- Плава птица - више улога
- Уносно место - Задов
- Салома - Салома
- Леонс и Лена - Краљ Петар
- Буре барута - Борис
- Зли дуси - Тихон, бивши епископ
- Магбет - Магбет
- Дијалог у паклу - Монтескије
- Балканска пластика - Геземан
- Хамлет - Хамлет
- Прича о младићу и 1000 анђела- анђео
- Хамлетмашина - Хамлет
- Пас, жена, мушкарац - мушкарац
- Тишина трезних - Крапек
- Ифигенијина смрт у Аулиди - Агамемнон
- Фрида Кало - Дијего Ривера
- Вучјак - Хорват
- Сам себи жена - сви ликови
- Опасне везе - Валмон
- Сексуалне неурозе наших родитеља - Дорин отац
- Моје награде - Томас Бернхард